# Nidingen

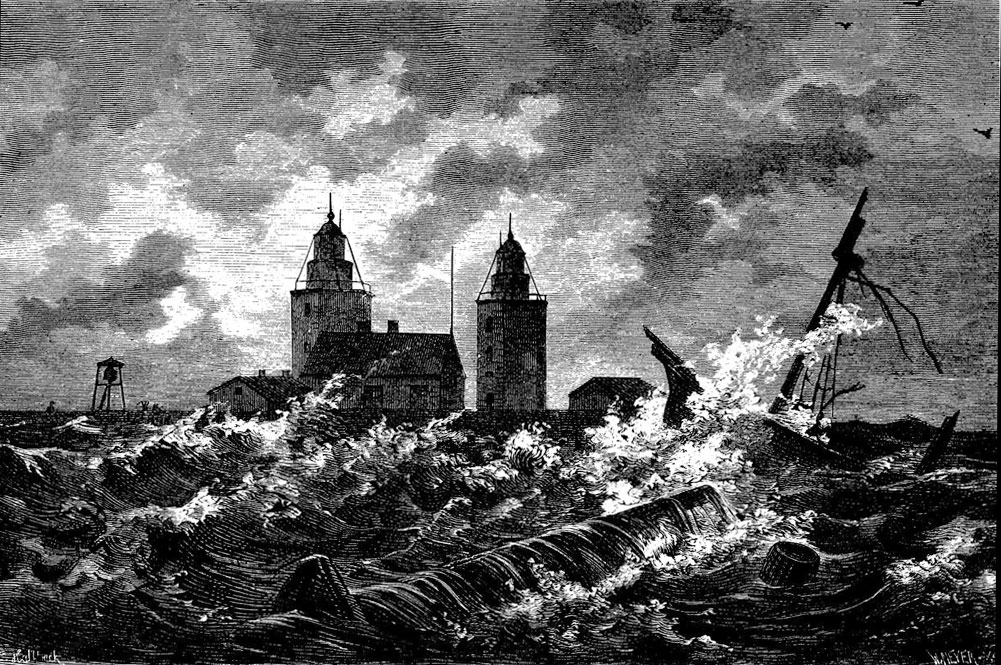
Xylografi av Wilhelm Meyer efter teckning av Carl Svante Hallbeck 1874.

Nidingen är ett lågt skär med fyrplats i Onsala socken i Kungsbacka kommun i Hallands län.. 
Ön, som även är naturreservat, har med sina omgivande rev i alla tider utgjort en fara för sjöfarten. Nidingen uppges troligen vara en så kallad ändmorän (och består således inte av fast berg). Skäret är beläget i Kattegatt utanför Vendelsöfjorden, mellan Väröbacka i Varbergs kommun och Frillesås, Åsa och Onsala i Kungsbacka kommun, till vilken Nidingen också hör. Avståndet till land är cirka 10 km (5,5 sjömil). Nidingen är en kronoholme. Fyrplatsen har tre statliga byggnadsminnen – Nidingens östra fyrtorn (1935), Nidingens västra fyrtorn (1935 och 1993) och Nidingens nya fyrtorn (1993).

## Historik
Nidingen omtalas första gången på 1500-talet och skrevs då Nyding eller Niding, på 1600-talet skrivet Niddingen, Nijting eller Nödingen. Jörgen Sahlgren föreslog att namnet skulle komma sig av öns form, som liknar en späckhuggare, på fornvästnordiska kallad hnydingr. Hjalmar Lindroth föreslog i stället att namnet skulle betyda "ön mot vilken sjön gnider". En annan förklaring är namnet kommer av ön där man tänder stockeldar eller nyingar. Några belägg för att man använt ön som fyrplats så tidigt finns dock inte.
Nidingen var dock plats för en mängd strandningar och skeppsbrott och 1622 ålade danske kungen slottsherren på Varbergs fästning att anlägga en fyrbåk på Nidningen. 1624 beslutades att göra om båken till en dubbel vedeldad vippfyr. Att fyren blev dubbel antas bero på att man ville skilja den från de närbelägna fyrplatserna på Skagen och Anholt. 1635 blev vippfyrarna koleldade.
Vid freden i Brömsebro 1645 blev Halland inklusive Nidingen svenskt och därmed blev Nidingen Sveriges första fyrplats. Deras drift lades under amiralitetet i Karlskrona men lades i allmänhet ut på entreprenad till enskilda personer. Av kostnadsskäl ersattes vippfyrarna i början av 1700-talet av fasta fyrgrytor placerade på stenkummel eller torn.
På grund av klagomål över brister i fyrarnas beskaffenhet, bland annat ansågs fyrpannorna var för låga och skymmas av de höga slagghögarna som samlats på ön, uppsattes 1766 en mistsignalklocka i en klockstapel på ön. Samtidigt fördubblades bemanningen, två fyrvaktare arbetade på ön i skift om 14 dagar. 1826 beslutades om att fyrarna skulle hållas brinnande året runt. Vid det laget var de båda fyrarna mycket föråldrade, och 1831 beslutades därför om att byggnation av två nya fyrtorn.
Entreprenaden för byggnationen erhölls av kofferdistyrman H. Lund från Onsala. För att sänka kostnaderna beslutades att sten skulle hämtas från de nedfallande murarna kring Varbergs fästning. Samtidigt uppfördes en ny klockstapel för mistsignalklockan och ett bostadshus för fyrvaktarna. År 1834 stod de båda fyrarna färdiga. De försågs med slutna stenkolsfyrar där eldningen skedde med stenkol i glaslanterniner. Tornen byggdes 1847 om och blev dubbelt så höga. Samtidigt byttes stenkolsfyrarna ut mot oljelampor med fast linsapparat.
År 1884 byttes oljelamporna ut mot fotogenlampor med förbättrad lyskraft. 1905 installerades lux-ljus som ytterligare förbättrade lyskraften.
Mistsignalklockan var tänkt att klämta vid dimma. Det visade det sig dock, att strandningar inträffade även i klart väder. Av det skälet uppsattes 1875 tre framladdningskanoner på Nidingen. Dessa skulle avfyras om ett fartyg kom nära revet, eller som svar på fartygens ljudsignaler vid dåligt väder. De var i bruk långt in på 1900-talet.
Nidingen var världens sista dubbelfyr (fram till 1946).
Ljusstyrkan på fyrarna var trots moderniseringar dålig. 1917–1944 inträffade 44 fartygsolyckor vid Nidingen. Efter en skrivelse till Kunglig Majestät beviljades 1944 anslag för uppförandet av en ny modern fyr på ön, och 1946 uppfördes det nya 23 meter höga fyrtornet, som ersatte de äldre. Fyren försågs med en roterande blixtfyrapparat. Det intilliggande maskinhuset förlängdes och byggdes ihop med fyrtornet. Här inrättades en radiofyr och samtidigt inrättades en modern mistsignalapparat. På revet Lilleland placerades en mindre kust- och ledfyr. Fyrplatsen elektrifierades i samband med detta genom en anslutning med kabel från fastlandet.
På 1960-talet elektrifierades fyrens linsapparatur. År 1973 installerades en automatisk rotering av linsen dygnet runt samtidigt som tändningen av lamporna blev styrd av fotoceller. Från årsskiftet 1978/79 blev Nidingen helt automatiserad och avbemannades.
Under perioder fanns en ganska omfattande befolkning av fyrvaktare och deras familjer på ön. Från slutet av 1800-talet fanns här även en skola. År 1916 bodde 23 barn på Nidingen och 1959 var det sista året en barnfamilj var permanentboende på ön.
Kungliga Lotsstyrelsen lämnade 1946 Nidingens mistsignalklocka - gjuten år 1765 - till Göteborgs Sjöfartsmuseum. Samma år fick klockan sin plats vid museets terrass. Den har sedan dess använts vid olika högtidligheter, bland annat varje nyårsnatt då det nya året rings in.

## Naturreservat
Området är skyddat sedan 1980 och är 725 hektar stort varav ön utgör 13,5 hektar. Här finns stora bestånd olika fågelarter och därav en fågelstation. Under sommartid finns här sälkolonier. Öns flora består främst av havsstrandväxter. Området ägs av Fastighetsverket och ingår i Natura 2000.
Ön är flack och den högsta punkten på ön, platån där fyrar och bostäder ligger är belägen fyra meter över havsytan. Längs öns stränder ligger en del större stenblock, av vilka en del fått egennamn.
"Norrman", den yttersta stenen vid klockfotsrevet, har uppkallats efter en norsk skuta som strandat här.
"Jeppe" är en stor, men över ytan osynlig sten i söder, markerad med en järnstång. Enligt traditionen har den fått sitt namn av ett danskt fartyg som förlist här.
Ett stenkummel beläget på en platå på öns östra udde kallas "Prästens grav". Enligt traditionen skall detta vara graven för en ilandfluten dansk präst.
Nidingen saknar egentlig hamn, men på sydsidan av ön bildas ett skyddat läge mellan Nidingelandet och Klockfotsrevet kallat "Kausan". Blåser det upp skyddas dock inte båtarna här, utan måste i äldre tid dras upp på land. I Kausa byggdes 1972 en ny 43 meter lång brygga.
På öns sydöstra del finns ytterligare en tilläggsplats med brygga, "Lossestensbrygga", kallad "Kolhamnen" där kolen tidigare lossades.

## Nidingens fågelstation

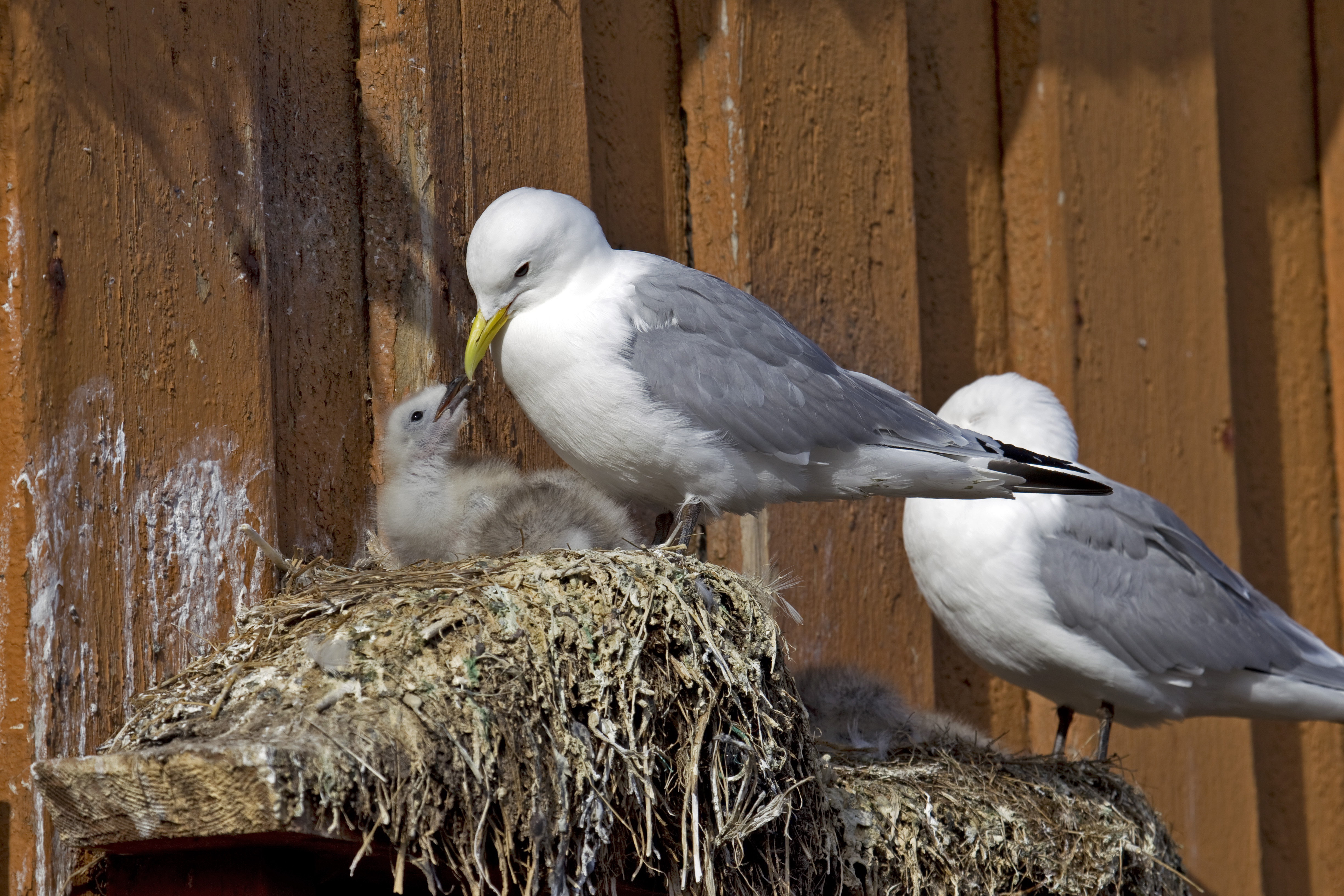
Nidingen är den enda plats i Sverige där det förekommer häckande tretåig mås.
(Bilden är inte tagen på Nidingen.)

Nidingen är landets tredje största fågelstation och verksamheten sköts sedan starten 1980 av Göteborgs ornitologiska förening. Årligen ringmärks, vägs och mäts cirka 10 000 fåglar. 5 april 2011 ringmärktes stationens 250 000:e fågel, en taltrast. Nidingen är sedan 1980 ett naturreservat och ön är bland annat enda häckningsplatsen för tretåig mås i hela Sverige. Första observationen av häckande tretåig mås skedde 1967 och sedan 1990-talet har ett 30 par häckat på ön. På ön häckar också Europas äldsta ringmärkta strandskata, som 2011 var minst 33 år gammal.

## Besök på ön
År 2006 öppnade Nidingens vandrarhem. Båtturer till Nidingen utgår från Gottskär på Onsalahalvön, nordost om Nidingen. Sedan 2020 bedrivs verksamheten av Dest. Gottskär-Nidingen. Logi på ön säljs ihop med båtresan. Det finns olika paket både för turister och företag.

## Klimat
| Månad                | Jan. | Feb. | Mar. | Apr. | Maj  | Jun. | Jul. | Aug. | Sep. | Okt. | Nov. | Dec. | Hela året |
| -------------------- | ---- | ---- | ---- | ---- | ---- | ---- | ---- | ---- | ---- | ---- | ---- | ---- | --------- |
| Medeltemperatur (°C) | -0,4 | -0,8 | 1,3  | 5,1  | 10,4 | 14,8 | 16,4 | 16,4 | 13,5 | 9,7  | 5,4  | 1,7  | 7,8       |
| Medelnederbörd (mm)  | 48   | 29   | 38   | 34   | 42   | 48   | 52   | 55   | 70   | 64   | 59   | 58   | 597       |